# Schizaea sprucei
Schizaea sprucei är en ormbunkeart som beskrevs av William Jackson Hooker och Bak. Schizaea sprucei ingår i släktet Schizaea och familjen Schizaeaceae. Inga underarter finns listade.